# Qeparo

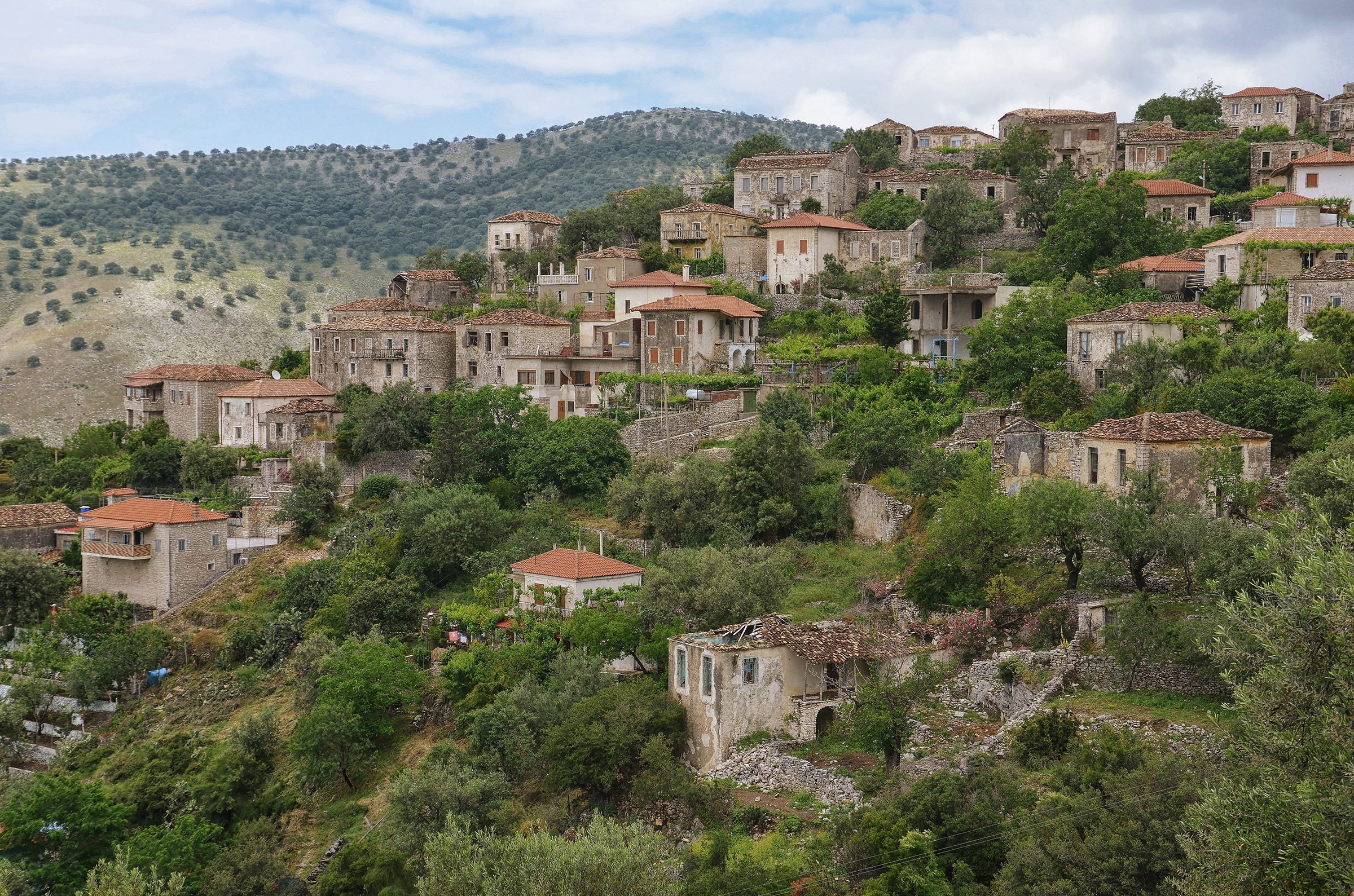
Stará horní část vesnice

Qeparo [čeparo] (řecky Κηπαρό, Kiparó) je vesnice a přímořské letovisko v Albánii v kraji Vlorë. Je součástí komuny města Himarë, od kterého se nachází asi 13 km jihovýchodně. Qeparo je jedním z letovisek, která jsou součástí Albánské riviéry.
Qeparem prochází silnice SH8, což je albánská součást Jadranské magistrály. Severovýchodně od Qepara se rozprostírá vysoké pohoří Mali i Gribës. Nachází se zde stejnojmenná asi 1,5 km dlouhá písčitá pláž.